# 香取俊介
香取 俊介（かとり しゅんすけ、1942年9月22日 - ）は、日本の脚本家、ノンフィクション作家。「異文化摩擦」「異文化コミュニケーション」をメインテーマとして執筆している。

## 経歴
東京府（現東京都）八王子市出身。東京都立国立高等学校を経て東京外国語大学ロシア語科卒業後、NHKに入局。報道局外国放送受信部に所属し主にソ連(現ロシア)の国内放送やタス通信等の傍受にたずさわる。当時は共産圏に自由に記者を送ることが難しく、資本主義圏と共産圏の間には、鉄のカーテンがあるなどと言われた。従って共産圏の情報をとるには、国内のラジオ放送(モスクワ放送)や国営タス通信の傍受に頼ったりしていた。
外国放送受信部には内閣調査室(当時)の資金が流れているとして国会でも問題となった。このころから鉄のカーテンも軟化し、特派員を比較的容易く送れるようになり、外国放送受信部の使命は終わったとして廃部となった。
廃部に伴い番組制作局ドラマ番組班に異動。主に脚本家の原稿取りの業務に従事。門前の小僧習わぬ経を読むではないが、市川森一氏や早坂暁氏、橋田壽賀子氏等トップクラスの一流脚本家と接するうち、脚本術を会得。1980年に退職し、フリーの脚本家、ノンフィクション作家、小説家として活動。今に至る。
日本放送作家協会理事。脚本アーカイブズ推進コンソーシアム監事。日本脚本家連盟会員。

## 作風
ホームドラマを中心に、刑事ドラマ、文芸ドラマ、時代劇、昼の帯ドラマ、単発ドラマ、ラジオドラマなど、多くの放送脚本を執筆。その後、ノンフィクションの分野に進出。「異文化摩擦」と「映画・芸能」関連がメインテーマ。小説、戯曲も執筆。

## 作品リスト

### 小説
- 隣の男（小説集・皆美社、デビュー作）
- 裂けた家族（講談社、テレビドラマ化）
- Jの影（角川書店）
- 山手線平成綺譚（短編集・東京創元社）
- 湯布院温泉・殺意の帰郷（廣済堂出版、テレビドラマ化）
- 謎・第三の男（学陽書房）
- ロシアンダイアモンド（徳間書店）
- いつか見た人（連作短編集・双葉社）
- 渋沢栄一の経営教室（日本経済新聞出版社・田中渉共著）のち文庫化

※以下はペンネーム『鏡京介』で出版
世界名作劇場シリーズ・ノベライズ
- あらいぐまラスカル（竹書房）

- ロミオの青い空（竹書房）
- フランダースの犬（竹書房）
- 愛の若草物語（竹書房）
- 牧場の少女カトリ（竹書房）

※以下はペンネーム『玉川散歩』で出版
- キャンパスはミステリー（廣済堂出版・共著）
- 夏の終わりの三重殺（廣済堂出版・共著）
- 殺意の後奏曲（廣済堂出版・共著）

※その他、「ひとことゆうこ」他複数の女性ペンネームでロマンス小説等々執筆。 

### ノンフィクション
- もうひとつの昭和（講談社）
  - 昭和情報秘史（双葉社・新書）、改訂版
- モダンガール 竹久千恵子という女優がいた（筑摩書房）
- アイラブ・ジャパン 日本で生きる外国人妻たち（サイマル出版会）
- マッカーサーが探した男（双葉社）浜本正勝伝
- やっぱりヘンなニッポン 日本に暮らす外国人たちの「ニッポン論」（双葉社）
- テレビ芸能職人（朝日出版社・箱石桂子共著）
- 今村昌平伝説（河出書房新社）
- 子役という仕事（ジュリアン）
- 北京の檻（文藝春秋・鈴木正信共著）
- すべては脚本・シナリオから始まる！（学陽書房）

- 図書館・アーカイブズとは何か（藤原書店）、論考を寄稿
- 戦争・ラジオ・記憶（勉誠出版）、論考を寄稿

### 連続テレビドラマ
- 夫婦（1982年:TBS花王愛の劇場、共同脚本。出演:岩崎加根子）
- ある晴れた日に （1982年:テレビ朝日。出演:加山雄三）
- 裂けた家族 （CBC。出演:樫山文枝）
- ああ単身赴任 （CBC。出演:伊東四朗）
- ああ専業主夫 （CBC。出演:古今亭志ん朝）
- ランドセルと目玉焼き （1983年:TBS。出演:渡瀬恒彦）
- 新宿カラオケ女医者 （1987年:テレビ朝日。出演:市原悦子）
- 山河燃ゆ （1984年:NHK大河ドラマ・共同脚本。出演:松本幸四郎）
- 私生活 （1985年:NHK短編ドラマシリーズ。出演:田中邦衛）
- 短編ドラマシリーズ （NHK。出演:林隆三ほか）
- さよならママ （1987年:TBS花王愛の劇場。出演:平淑恵）
- 家族物語 （1990年:NHK。出演:秋吉久美子）
- 春の砂漠 （1988年:日本テレビ。出演:名取裕子）
- 華の別れ （1989年:東海テレビ。出演:手塚さとみ）
- 虹色手帳 （毎日放送。出演:渡辺美佐子）
- 華心中 （毎日放送。出演:真行寺君枝）
- 女が会社をつくるとき （CBC。出演:朝加真由美）
- 過去からきた女 （CBC。出演:七瀬なつみ）
- 往診ドクター事件カルテ （朝日放送）
- さわやか3組 （NHK教育テレビ）

### テレビドラマ（単発）
- サンデー兆治の妻 （テレビ朝日）
- 恐怖の家族・ジェロニモ (TBS)
- 15年目の指輪 （関西テレビ）
- 厄落とし女二人旅 （TBS東芝日曜劇場）
- もう一度春 （TBS東芝日曜劇場）
- 博多人情屋台酒 （TBS東芝日曜劇場）
- 夢野村のドンキホーテ （中部日本放送）
- 女性作家サスペンス （関西テレビ・フジテレビ系。主演:森瑶子）
- 乱歩賞サスペンス シンデレラの未亡人 ほか（関西テレビ・フジテレビ系）
- 現代恐怖サスペンス 赤いドレス ほか（関西テレビ・フジテレビ系）
- 眠狂四郎無頼控 （テレビ東京）
- ただいま絶好調! （テレビ朝日）
- 代表取締役刑事 （テレビ朝日）
- 愛しの刑事 （テレビ朝日）
- さすらい刑事旅情編 （テレビ朝日）
- はぐれ刑事純情派 （テレビ朝日）
- カナリアホテル （関西テレビ）
- 静寂の声 （朝日放送開局40周年記念ドラマ）
- スニーカーレディは一級建築士 （関西テレビ）
- 御宿かわせみ （テレビ朝日）
- エドとハル （NHK。日米共同製作、共同脚本）
- メナムは眠らず （NHK。日タイ共同製作、共同脚本）
- ヤマさんの風俗記者日誌 (TBS)
- パートタイム刑事 (TBS)
- デジタル放送実験ドラマ 結婚スクランブル （テレビ朝日系）
- 聖徳太子スペシャル テレビ朝日（ドラマ部分構成）

### ラジオドラマ
- 日だまりの中で （NHK。FMシアター）
- 二人の部屋 (NHK)
- 北の別れ （NHK連続ラジオ小説）
- ウッカリ夫人とチャッカリ夫人 （TBS、昼の連続）
- 二つの空 （NHK、ラジオジャパン、ロシア語放送）
- ユダヤ人を救った1500枚のビザ (NHK)
- ベートーベンになりたかった男 (NHK)
- 小さな戦場 （NHK、原作小説）
- 太陽通り （NHK、FMシアター）
- 生き直す （NHK、FMシアター）
- 生き直す・パート2 （NHK、FMシアター）
- 生き直す・パート3（NHK、FMシアター）
- シブちゃん（NHK、青春アドベンチャー・10回連続）

### 舞台脚本
- ぼくの細道 （新東京倶楽部）
- ハムレットを討て! （劇団1プラス1）
- 有栖川・間違い通り （東京コメディ倶楽部）
- モダンガール （劇団銀河。原作・脚本・演出）
- メアリーという名の姉 （劇団銀河。脚本・演出）
- 平成版・せつない話 （東京コメディ倶楽部）
- 百年の女 （一人芝居）
- チバリヨ （ハンセン病ミュージカル。作・演出）
- ベンチ （劇団レクラム舎、短編オムニバス公演）
- ホテル家族 （劇団かに座）

### 構成台本
- 往く年、来る年 （年末、民放各局放送。構成）
- そこが知りたい （TBS、他）

### 映画台本
- 浅草・筑波の喜久次郎（松平健主演）

### ウェブコンテンツ
- 土方歳三（ファン＋　角川書店とNTTのウェブマガジン、計10回連続）
- 昭和エロ・グロ・ナンセンス（朝日新聞WEBRONZA長期連載中）

### その他
- インタビュアー・聞き手として『夕刊フジ』に自伝連載（40回前後）。 
  - 対象者：渡辺美佐子、林隆三、大竹まこと、伊東四朗、三田佳子、十朱幸代、大和田伸也、他。